# Paul B. Baltes
Paul B. Baltes, född 18 juni 1939, död 2006, var en tysk psykolog. Han var professor i psykologi vid Max-Planck-Institut für Bildungsforschung i Berlin. Han invaldes 1995 som utländsk ledamot av svenska Vetenskapsakademien.

### Tryckt litteratur
- Kungl. vetenskapsakademien, Matrikel 1998/1999, ISSN 0302-6558, sid. 41.